# ایستگاه راه‌آهن باکو
ایستگاه راه‌آهن باکو (ترکی آذربایجانی: Bakı Dəmir Yolu Vağzalı) ایستگاه مرکزی باکو پایتخت جمهوری آذربایجان است.

## تاریخچه
که اولین ساختمان ایستگاه و ساخت آن به سال ۱۸۸۰ میلادی باز میگردد که با راه اندازی راه آهن باکو-تفلیس فعالیت خود را آغاز نموده است.
معماری اولین ساختمان به سبک احیای مور بوده است.
در سال ۱۹۲۶، مجموعه ایستگاه دوم، ایستگاه سابونچو، طراحی و ساخته شد تا راه‌آهن برقی شده باکو-سابونچو را برای استفاده به مردم ارائه دهد.
معماری ساختمان دوم نیز به سبک احیای موری بوده است.
این موضوع نیز قابل اشاره می باشد که، در سال ۱۹۶۷ میلادی، ایستگاه مترو «۲۸ مه» ساخته شد و توسط یک تونل عابر پیاده به ایستگاه سابونچو برای استفاده متصل گردید.
در سال ۱۹۷۷ میلادی نیز ایستگاه راه آهن باکو تحت یک بازسازی اساسی قرار گرفت، که قابل ذکر است طی آن یک ساختمان ایستگاه مدرن در مجاورت ایستگاه قدیمی سابونچو ساخته شده است.
آخرین بازسازی که بر روز این ایستگاه انجام گرفته است در سال ۲۰۱۷ میلادی بوده است.

## نگارخانه

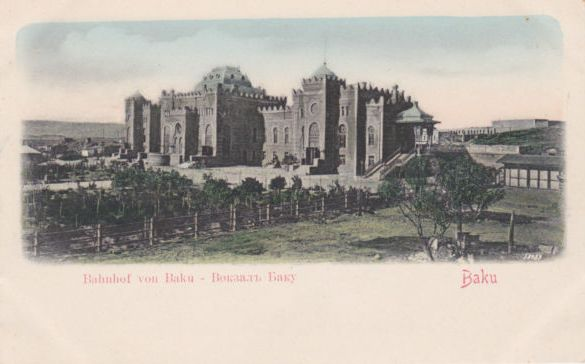
کارت پستال، در حدود ۱۹۱۰
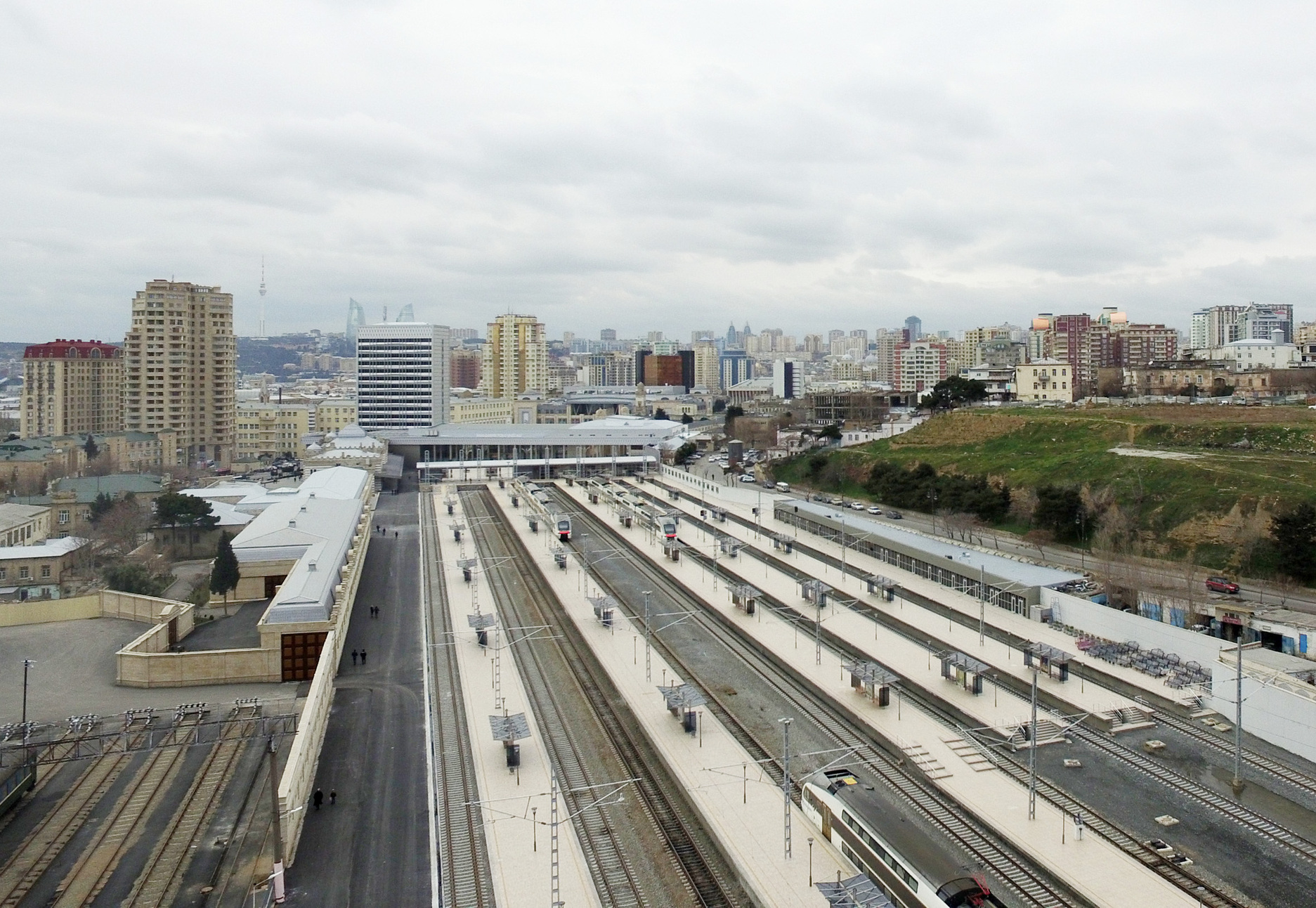
سکوها, ۲۰۱۷
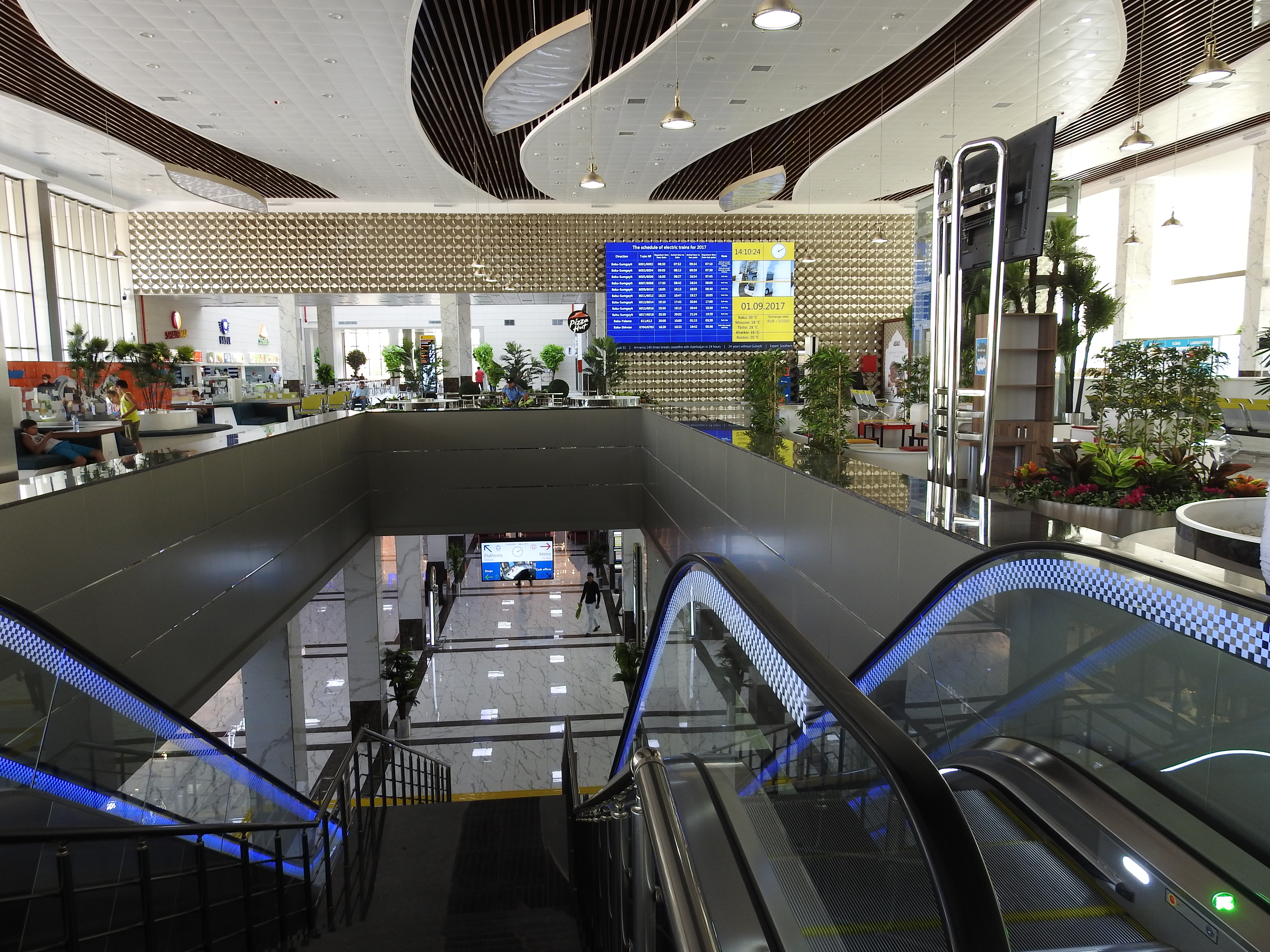
پله برقی به ایستگاه مترو «۲۸ مه»، ۲۰۱۷
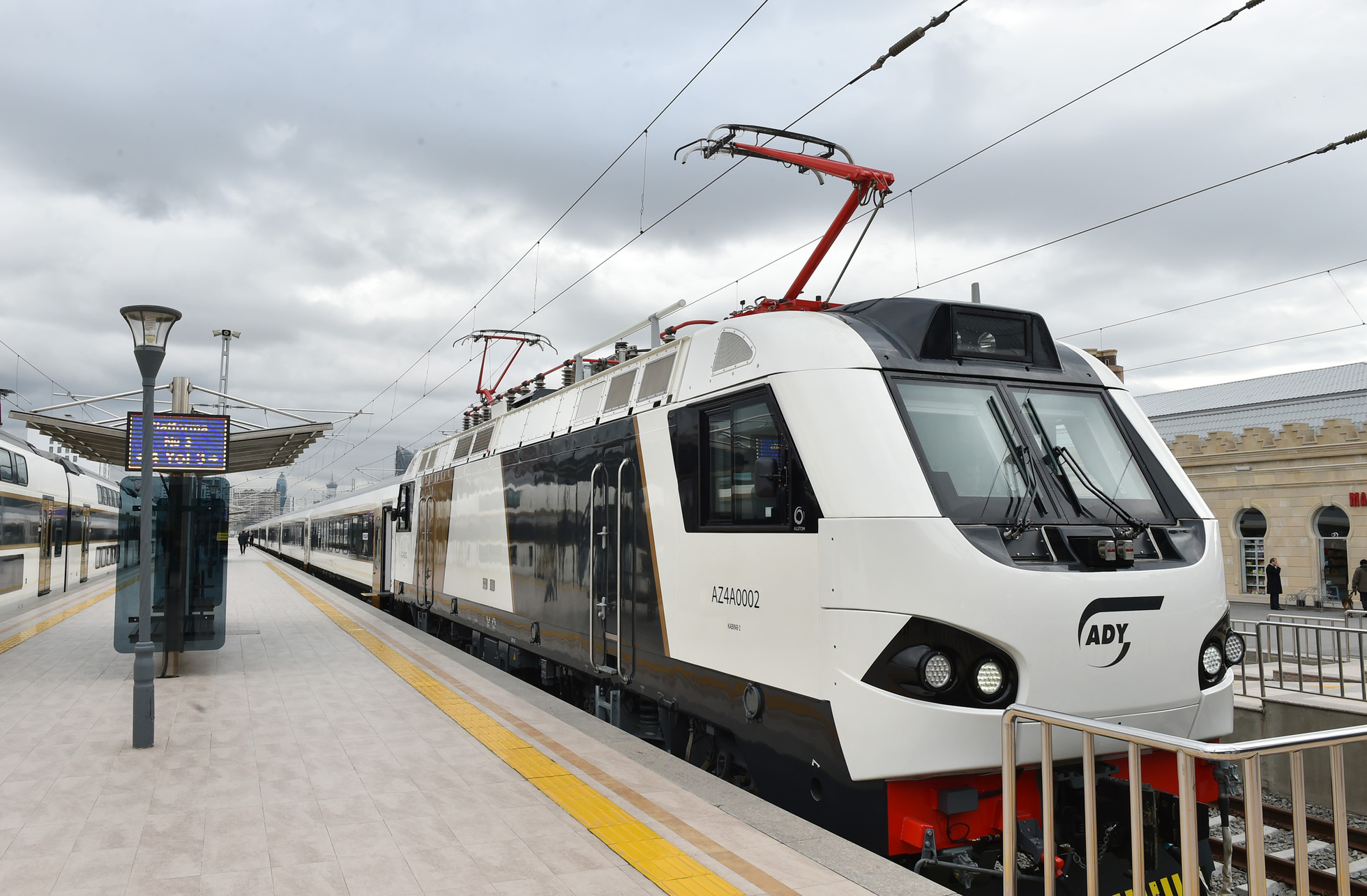
لکوموتیو برقی نوع AZ4A-0002, ۲۰۱۹